# روس كادي
روس كادي (بالإنجليزية: Ross Cady)‏ هو سياسي أمريكي، ولد في 29 أكتوبر 1884 بهوبارد في الولايات المتحدة، وتوفي في 22 مايو 1959 بمقاطعة كلاتسوب في الولايات المتحدة.